# Фоминская (Ровдинское сельское поселение)
Фоминская — нежилая деревня в Шенкурском районе Архангельской области. Входит в состав муниципального образования «Ровдинское».

## География
Деревня расположена в южной части Архангельской области, в таёжной зоне, в пределах северной части Русской равнины, в 65 километрах на юг от города Шенкурска, на правом берегу реки Суланда, притока Пуи.
Часовой пояс
Фоминская, как и вся Архангельская область, находится в часовой зоне МСК (московское время). Смещение применяемого времени относительно UTC составляет +3:00.

## Население
| 2002 | 2010 | 2012 |
| ---- | ---- | ---- |
| 0    | ↗1   | ↘0   |

## История
Указана в «Списке населённых мест по сведениям 1859 года» в составе Шенкурского уезда(1-го стана) Архангельской губернии под номером «2079» как «Фоминская». Насчитывала 7 дворов, 24 жителя мужского пола и 28 женского.
В «Списке населенных мест Архангельской губернии к 1905 году» деревня Фоминская насчитывает 10 дворов, 44 мужчины и 53 женщины.  В административном отношении деревня входила в состав Суландского сельского общества Ровдинской волости.
На 1 мая 1922 года в поселении 15 дворов, 25 мужчин и 49 женщин.